# Colworth Medal
La Colworth Medal è un premio, assegnato annualmente, ad un ricercatore biochimico di età inferiore ai trentacinque anni che lavori principalmente nel Regno Unito. Il premio venne creato dal professor Tony James FRS  (Unilever Research) e da Henry Arnstein (Biochemical Society) e prese il nome dal laboratorio di ricerche Colworth House sito nelle vicinanze di Bedford nel Regno Unito.
La medaglia venne assegnata per la prima volta nel 1963 e molti di coloro che l'hanno ricevuta sono poi divenuti scienziati famosi. Fra questi Hans Kornberg (1963), George Radda (1969), Philip Cohen (1977), Alec Jeffreys (1985) e Greg Winter (1986).